# 里卡多·科尔特斯·拉斯特拉
里卡多·科尔特斯·拉斯特拉（西班牙語：Ricardo Cortés Lastra，1969年9月23日—）是西班牙坎塔布里亚出身的政治人物，企业家。西班牙工人社会党党员。曾任歐洲議會議員，以及西班牙国会议员。

## 经历
1969年出生于卡斯特罗-乌尔迪亚莱斯。19岁加入西班牙工人社会党。他毕业于巴斯克大学法学专业。此外，他还有IESE商学院的国际公法、国际关系以及公共管理文凭。2004年至2007年，他担任西班牙工人社会党联邦组织书记处主任，是组织书记何塞·布兰科的副手。2007年至2009年出任拉蒙·鲁维亚尔基金会首席执行官。2009年至2014年担任欧洲议会社会主义者和民主人士进步联盟党团議員，代表西班牙。